# Galicijská Wikipedie
Galicijská Wikipedie, též Galipedia, je verze Wikipedie v galicijštině. Byla založena 8. března 2003. V lednu 2022 obsahovala přes 178 000 článků a pracovalo pro ni 7 správců. Registrováno bylo přes 122 000 uživatelů, z nichž bylo asi 330 aktivních. V počtu článků byla 52. největší Wikipedie.